# 第二次アキャブ作戦
第二次アキャブ作戦（ハ号作戦）とは、1944年（昭和19年）2月に行なわれた日本陸軍による作戦。ビルマ西部海岸にある戦略的要衝・アキャブ(現在のシットウェー)攻略のために進撃してくるイギリス軍を、インド国境付近にあるビルマ・シンゼイワ近辺で包囲殲滅し、イギリス軍反攻の初動を封殺してアキャブの防衛を企図した。作戦目的としてもう一つ、第15軍によるインパール作戦の企図を隠匿し、イギリス軍をこの方面に牽制しようとする陽動作戦としての性質を持っていた。ここで日本軍はイギリス軍の新戦術の前に戦術的な敗北を喫し、ビルマ戦線の攻守転換点ともなったが、インパール作戦の陽動という作戦目的は果たされた。また、イギリス軍は日本軍の激烈な抵抗でアキャブに迫ることができず、作戦途中にインパール方面に戦力転用されたため、アキャブの防衛にも成功した。

## 経緯

### 連合軍の反攻開始

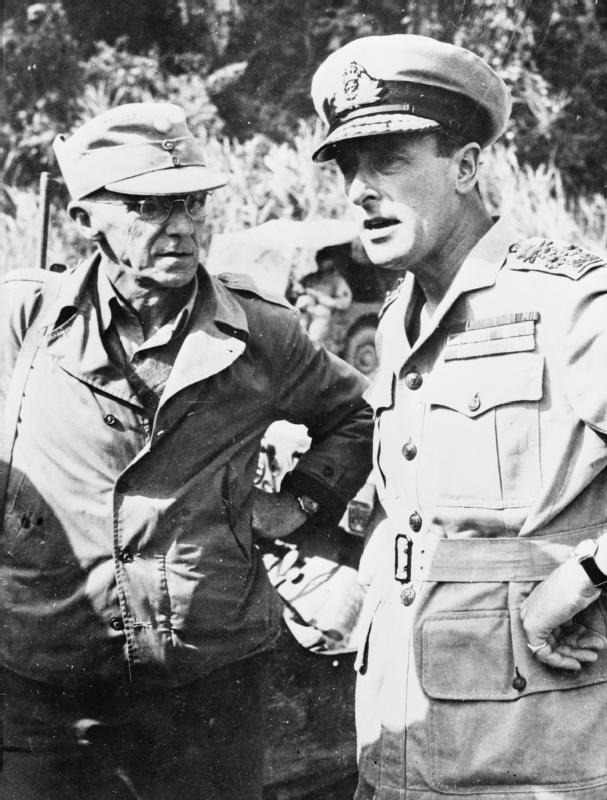
作戦協議するルイス・マウントバッテン中将（右）とジョセフ・スティルウェル中将（左）

ビルマ西部アキャブ地方に位置するアキャブ(現在のシットウェー)は飛行場や港湾といった重要施設があり、また、インド東端のイギリス軍要衝チッタゴンにも近く、ビルマ防衛のための日本軍の重要拠点になっていた。イギリス軍はこの重要拠点アキャブを攻略してビルマにおける反攻作戦の拠点にするため、インドから国境を越えて攻撃してきたが（第一次アキャブ作戦）、日本軍の反撃によってイギリス軍は惨敗し、しばらくの間兵力の再編成を余儀なくされた。
1943年に入ると、大英帝国首相ウィンストン・チャーチルは、極東での植民地奪還に強い意欲を示し、この方針に従って、1943年8月にはルイス・マウントバッテン中将を東南アジア連合軍最高指揮官に任命した。マウントバッテンはヴィクトリア女王の曾孫ながら、13歳で海軍に身を投じ、第一次世界大戦ではユトランド沖海戦を経験、第二次世界大戦ではブリティッシュ・コマンドスの指揮官を務め、サン＝ナゼール強襲やディエップ港奇襲作戦を指揮するなど勇名をはせ、マダガスカルの戦いの計画にも携わるなど、イギリス軍の中でも豪胆で有能な将軍と評価されていた。
マウントバッテンの着任もあって、連合軍はビルマにおいて本格的な反攻を開始し、アメリカ陸軍ジョセフ・スティルウェル中将率いるアメリカ陸軍とアメリカ軍式中国軍が北部ビルマを脅かした。それに呼応して、イギリス軍もベンガル湾の海岸沿いに部隊を南下させ、再びアキャブに向けて侵攻を開始した。また、ベンガル湾沿岸では、まずイギリス軍が豊富な航空戦力で、日本軍の小型舟艇の海上活動を封殺しつつ沿岸の日本軍拠点を攻撃。遠浅な海域でもあり大規模な上陸作戦にこそ到らなかったものの、アキャブの港湾機能を機能不全に追い込んでいた。また、チッタゴンには対ビルマ攻勢に向けての準備のために多数の輸送用舟艇が集結しつつあった。
イギリス軍の作戦としては、ベンガル湾沿いにマユ山系を挟んで、イギリス軍第15軍団の第5インド歩兵師団と第7インド歩兵師団が南下、その東方から第81西アフリカ師団が、インドのチッタゴン南方80㎞にあるチリンガから国境を越え、カラダン川沿いに南下して、それぞれアキャブ方面を目指し、周囲の日本軍を撃破して一気にアキャブ一帯を奪還しようというものであった。第15軍団司令官 フィリップ・クリスティソン中将は、この地域を守る日本軍を一個師団程度と判断し、綿密な日本軍撃破計画を立てており、その計画によれば第5インド歩兵師団がマユ山系の西側を奪取、第7インド歩兵師団が日本軍拠点のプチドンを奪取、その間に第81西アフリカ師団が大きく回り込んで第55師団の後方連絡線を遮断しようというものであった。
また、イギリス軍はこれまでの敗戦を分析して、日本軍の常套戦術に対抗するための、全く予想もできないような新戦法を編み出して入念な準備を行っていた。この新戦術を支える戦力もアメリカからの豊富なレンドリースによって整備が進んでおり、例えば戦車はこれまでのM3 スチュワートなどの軽戦車や、第一次アキャブ作戦で大損害を被ったバレンタイン歩兵戦車から、M3 グラントなどの大型戦車へ強化されており、さらに中東方面から、ダグラス DC-3「ダコタ」を87機ビルマ方面に転用するなど、大量の輸送機を集結し、新戦術に不可欠な空輸による陸上部隊への補給体制を構築していた。

### ハ号作戦

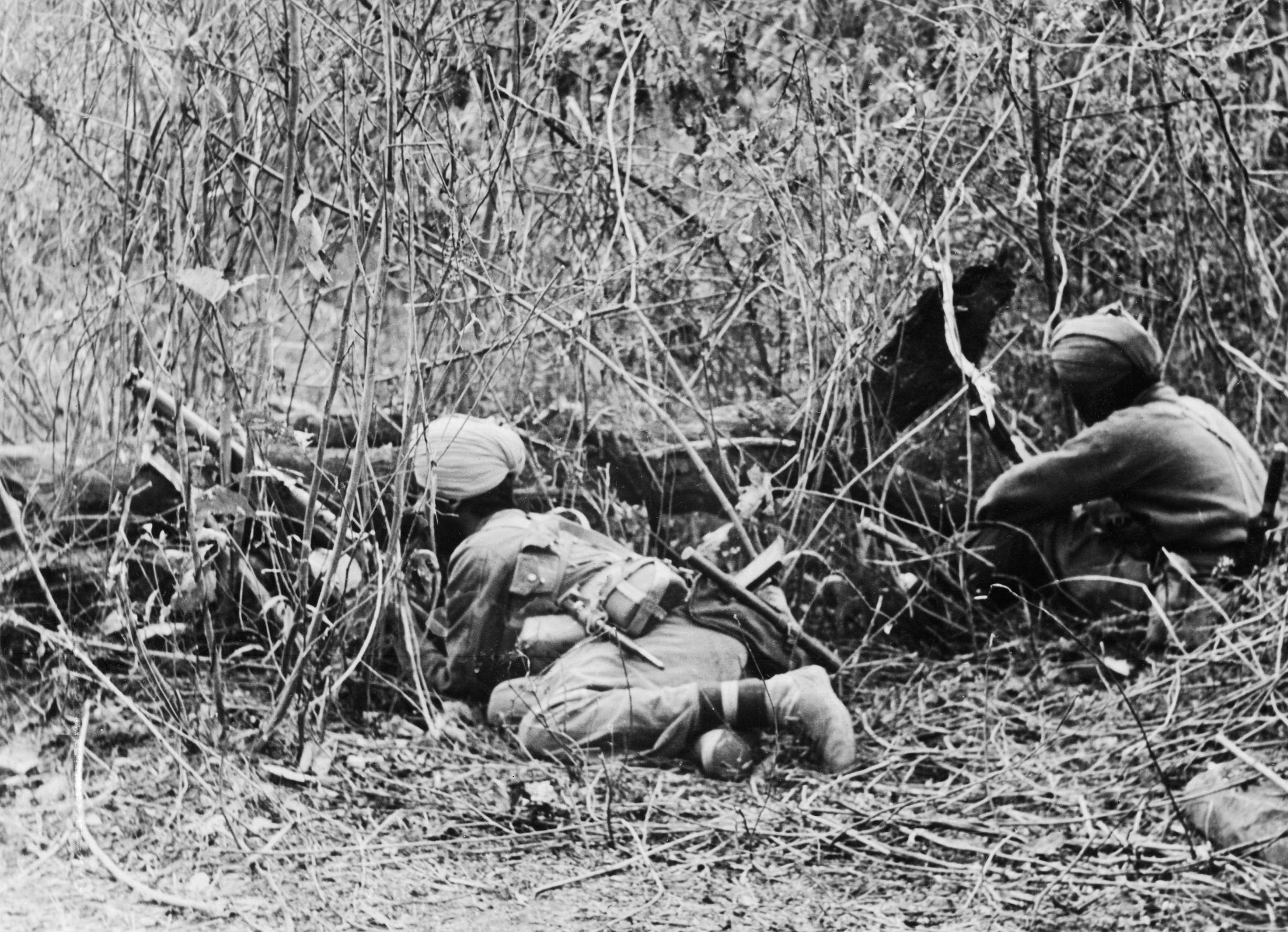
戦闘中の第7インド歩兵師団、シク教徒兵士

この方面の日本軍は第55師団が防衛を担っていたが、戦力不足は明らかであり、防衛力強化のため第28軍の編成が準備され、第55師団のほか、第2師団と第54師団の3個師団編成となる予定であった。しかし、イギリス軍の進撃は急で、このままアキャブを失えば、ラングーンまでは十分な防衛拠点もなく、ビルマ全体の防衛に対する戦略的な脅威は恐るべきものとなったので、第55師団長の花谷正陸軍中将は対応に迫られた。また1944年1月7日に第15軍によるインパール作戦の実施が大本営により認可されており、その陽動作戦も兼ねて花谷は、防衛に徹するのではなく「攻撃防御」の作戦を採用し、進撃する両師団の背後にあるインド内（現在バングラデシュ）の要衝ボリバザーを急襲覆滅し、そこで反転して、進撃しているイギリス軍第5インド歩兵師団、第7インド歩兵師団を背後から襲撃して殲滅するという作戦を考案しその策案を練っていた。
しかし、1月30日に第28軍の統帥が発動すると、軍司令官桜井省三中将の意向もあり、いきなり敵中深くのボリバザーへの進出は危険性が高いとして、進撃目標をより南部のトングバザーとし、その以北へ進撃する場合は第28軍の許可が必要と作戦が修正された。花谷としてはやや師団の突進を制限されたと感じていたが、軍司令官桜井の人徳には定評があり、蛮勇を振るうとして悪評が全軍内に轟いていた花谷も桜井には心腹しており、その修正指示を受け入れている。この作戦修正に基づきハ号作戦（第二次アキャブ作戦）の計画準備が命令された。作戦は、第28軍統帥開始以前からの計画通り、第55師団単独での作戦となったが、師団長の花谷が、満州事変以来その勇猛ぶりと強引な作戦指導が軍の内外に轟いていた猛将で、また歩兵団を率いた桜井徳太郎少将も、その歩兵学校教官時代の名声から「桜井の夜間戦闘」と呼ばれたぐらいに、夜間の歩兵戦闘の専門家であり、性格は天真爛漫で全身胆力の豪傑型の将軍であった。そして花谷の桜井に対する信頼も絶対であり「難しい戦さなら桜井にやらせておけば先ず安心」と太鼓判を押していた。このような猛将2人に率いられた第55師団に対する緬甸方面軍などの上部組織の信頼は厚く「あそこ（第55師団）には花谷さんとトクタ（桜井のあだ名）がいるからねえ」と常々言われており、ハ号作戦にも大きな期待が寄せられていた。
花谷と桜井が立てた作戦は、前進してくるイギリス軍に対して、マユ山脈を挟んで、海岸正面を第143連隊の3個大隊（連隊長：土井元武大佐）で守り、マユ川正面は2個大隊で敵の進撃を抑えて、その間に桜井率いる主力の4個大隊4,300人の挺身隊がイギリス軍側面を突破して、マユ川を渡河しイギリス軍背面のトングバザーを占領、そこから反転してイギリス軍の後背面を攻撃し包囲殲滅するというものであった。これは、桜井が日中戦争で何度となく行ってきた戦法で、日本軍でこの戦法を演じさせれば桜井にかなうものはいないとまで言われていた常套戦術であり、常に工夫を重ねてきたため、未だ失敗したことがなく、その武名が全軍に轟いていた。桜井の隷下には歩兵第112連隊（善通寺連隊・連隊長：棚橋真作大佐）があったが、棚橋連隊は三十一号作戦（第一次アキャブ作戦）で電撃的奇襲戦術により敵一個旅団包囲殲滅、一個師団撃破の殊勲に輝く精鋭であった。また、作戦には第5飛行師団が支援することになっていた。桜井はこの作戦に自信満々であり、緬甸方面軍に対して「今度の作戦ではまず敵師団司令部を目標に突進する。桶狭間の戦いの織田信長だ」「俺の戦さぶりをよく見ておけ」と豪語するほどであった。
奇襲戦法のため、進撃の速度重視であり、後方からの補給は行わず、携行する弾薬と糧食のみで一気に勝負をつける計画であったが、その携行する弾薬もかなり絞られていた。作戦指導のため第55師団に訪れた緬甸方面軍参謀の後勝少佐は「敵があわてて潰走すれば、追撃戦で一挙に勝負を決められるが、敵が踏み止まって戦闘が長引けば、弾薬がなくては勝負にならない」と考えて、第55師団司令部の補給軽視の姿勢に警鐘を鳴らしたが、花谷らは士気旺盛で必勝を期しており、その警告を聞き入れることはなかった。
花谷の計画では、当面の敵を撃破した後は守りを固めて、雨季の到来を待って持久戦に転じるというものであったが、その持久戦であてにされたのが「チャーチル給与」と日本軍が呼んだイギリス軍からの鹵獲物資であり、花谷は作戦前に集まった報道班員たちに以下の様に作戦計画を話している。
「敵の物資を分捕れ」という花谷の命令から、誰ともなくこの作戦を「泥棒作戦」と呼ぶようになった。このように花谷が「チャーチル給与」をあてにした作戦を着想したのは、前年の第一次アキャブ作戦で大量の食料・物資を鹵獲した経験と、そもそも後方よりの補給路がアラカン山系や河川に遮られるため、小舟艇を利用した水上輸送に頼っており、1日あたりわずか5トンの補給品しか受け取っておらず、慢性的な補給不足の状態にあったからであった。
緬甸方面軍参謀の後はラングーンに戻ると、第55師団の備蓄弾薬の少なさと、補給軽視の姿勢を上官に報告したが、上官からは「これから戦さをはじめるのに、勝手に戦況を予測して、作戦を批判するな」と叱責された。それでも後は諦めずに対策を講じるようにと上官に進言したが、有耶無耶に終わってしまい、第55師団が作戦を見直すことはなかった。
1944年1月7日に自由インド仮政府国家主席兼首相スバス・チャンドラ・ボースがラングーンに入った。ボースはインド国民軍を率いており、ビルマの各戦線に投入する計画であったが、インドが近いこの方面にもインド国民軍の部隊が配置されることとなった。これは、実際に戦力として期待していたというよりは、インド国内への影響を狙った政治的意味合いの強いものであったが、宣伝謀略上での大きな効果を期待して、インド国民軍が戦闘に参加し、日本軍との共同作戦をとることとなった。

## 作戦経過

### 日本軍による包囲

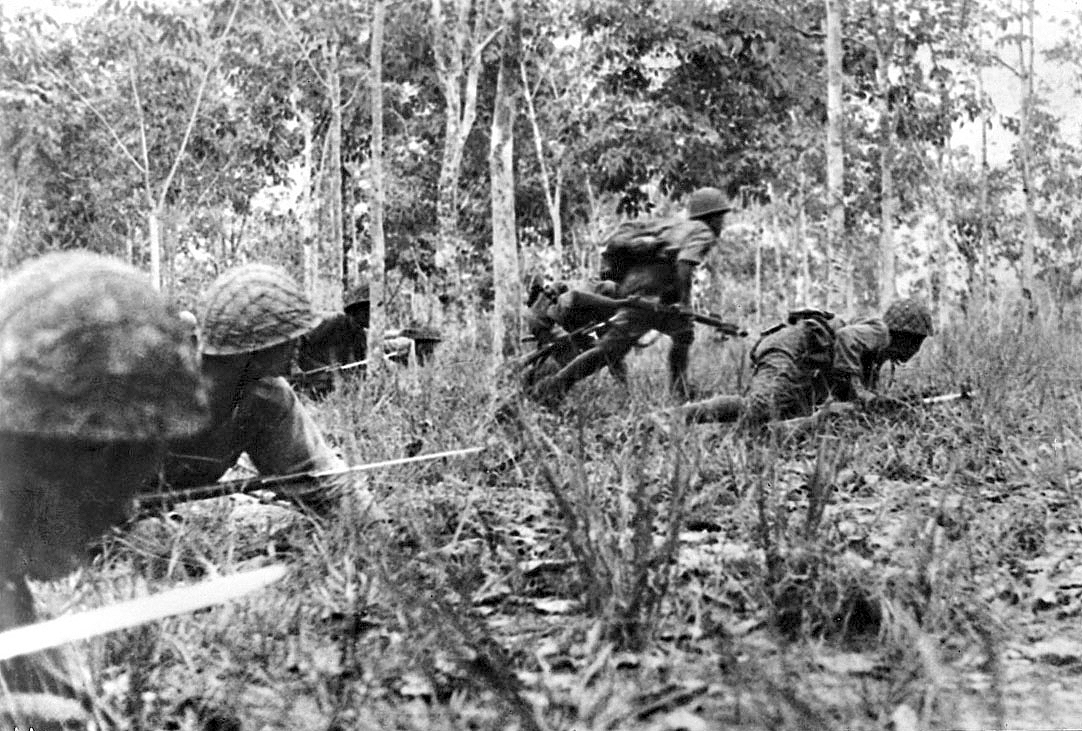
ビルマのジャングルを進撃する日本軍

第55師団は作戦開始予定の1944年2月に向けて作戦準備を続けていたが、プチドン、マウンドーを連ねる師団正面に先手を打って第5インド歩兵師団、第7インド歩兵師団がじりじりと前進してきており、1944年の新年早々に第55師団に向けて猛砲撃を開始していた。そのため、師団長の花谷正中将は作戦開始を繰り上げること決定し、2月4日をもってハ号作戦を発動し、桜井率いる若干の山砲を配備した4,300人の挺身隊が夜間に出撃して、進撃してきた第7インド歩兵師団の左側背に向かって奇襲進撃を開始した。その間、第5インド歩兵師団は土井率いる歩兵第143連隊が、マウンドーからマユ山系までで足止めすることとなっていた。
桜井の挺身隊は期待通りに、プチドン付近で進撃してきた第7インド歩兵師団の間隙を突破、翌5日には予定通りトングバザーに突入した。市街にはイギリス軍1個旅団が駐屯していたが、桜井挺身隊が市内に突入したときには既に前進済みで、残っていた100人ほどのグルカ兵の守備隊も日本軍の接近を知って四散しており、大した抵抗も受けずに占領した。慌てて守備隊が逃走したため、市外には物資が散乱し、野戦病院には負傷者が放置されたままであった。桜井挺身隊は満足に休息をとることもなく、トングバザー反転するとシンゼイワ目指して進撃を続けた。途中で何度かイギリス軍との遭遇戦となり、苦戦する場面もあったが進撃速度を落とすことなく、2月6日中にはシンゼイワ付近で第7インド歩兵師団の側背面に迫った。また、プチドン方面で第7インド師団の足止めをしてきた歩兵第143連隊のなかから、第2大隊（大隊長：加藤幸吉少佐）と第3大隊（大隊長：黒岡金四郎少佐）も桜井挺身隊に呼応して前進を開始、敵味方入り乱れての激戦となり、加藤大隊は一度撃退されたものの、黒岡大隊は敵兵80人を殺傷、車輛128輌を撃破するなど、苦戦しながらも前進を続けた。
桜井から緬甸方面軍司令部へはトングバザー到達時に「出た出た」、シンゼイワに向かって進撃する時には「行く行く」と簡単な報告が打電されたが、その報告を聞いた参謀たちは「これはトクタだよ。トクタのやりそうなことだ」と歓声を上げた。その頃桜井は最前線を、南無妙法蓮華経のお経が書かれた旗を持たせた副官と数人の士官のみを連れて進んでいたが、作戦前に桜井は「日本軍の踏んだ所は、皆占領地なんだ。だからおれの進んだ場所には日の丸を立てていくんだ」と豪語しており、要所要所に大量に準備していた日章旗を突き立てていた。また、 第33師団から花谷の指揮下に組み入れられていた歩兵第213連隊の1個大隊（大隊長久保正雄少佐）は、トングバザーで桜井挺身隊と分進することとなり、海岸線沿いを進撃中であった第5インド歩兵師団の後方連絡線上の要衝ヌガンギャンに進撃して、その補給路を断った。そして、久保大隊には共同作戦として、少数ではあるがインド国民軍の兵士も同行していた。
桜井挺身隊の先鋒は歴戦の指揮官棚橋率いる歩兵第112連隊であったが、棚橋隊は第7インド歩兵師団長フランク・メサーヴィ少将のいる師団司令部と遭遇した。師団司令部はイギリス軍陣地内から2マイル離れた位置に配置されていたが、胸の高さまでの朝霧が立ち込めていて視界が悪かったため、側背面から迫ってきた棚橋隊との全く不慮の遭遇戦となってしまい、奇しくも桜井が作戦前に豪語していた「桶狭間作戦」が実現することとなった。しかしそのとき棚橋が率いていたのは小火器しか持たない200人足らずの兵員のみで、その中には通信隊や軍旗中隊といった非戦闘部隊も含まれていたが、棚橋は構わずに攻撃を命じた。第7インド歩兵司令部には2輌の戦車も護衛についており、対戦車装備のない棚橋隊は多くの死傷者を出しながらも、師団司令部の高地を駆け上がっていった。第7インド歩兵師団も、メサーヴィの指揮のもとで書記や伝令や通信兵といった非戦闘員から師団参謀までが銃をとって防戦し、棚橋隊の突撃を何度か撃退したが、棚橋隊の勢いに戦車兵は戦車を放棄、メサーヴィは司令部要員に血路を切り開いての撤退を命じた。撤退に際しては、物資や装備や機密書類の焼却も命じたが、乱戦のなかでそれは徹底されず、機密書類の一部とメサーヴィの軍帽が残されて棚橋隊に押収されている。棚橋隊は師団司令部を占領し、イギリス兵の遺棄死体が転がる高地頂上に連隊旗を打ち立てて、この丘を「軍旗の丘」と名付けた。棚橋は第一次アキャブ作戦でイギリス第6旅団旅団長ロナルド・キャベンディッシュ准将を捕虜としたのに続き、今回も敵師団長を捕虜とする寸前まで追い込むことになったが、この勝利が本作戦における絶頂点になるとは知る由もなかった。
緬甸方面軍司令部は、桜井が当初の作戦計画通り、あっという間に抑えるべき要点や、奪取すべき地点に兵を進めたため、補給問題から作戦に慎重論を述べていた後参謀も含め「さすが精鋭楯兵団（第55師団）」と喝采を送った。これは名参謀と名高かった、緬甸方面軍作戦課長片倉衷大佐も全く同じであった。片倉はインパール作戦に反対して、幾度となく第15軍司令官牟田口廉也中将に反論をぶつけるなど、頭脳明晰で剛毅と果断実行を兼ね備えた人物であったが、その片倉ですら「トクタ」の活躍を喜び、第55師団の勝利を疑っていなかった。そのため、緬甸方面軍司令部大本営にも楽観的な報告を送ったが、その報告には「チッタゴンを目指して」という景気のよい台詞が追加された。また、桜井挺身隊には日本映画社の取材班が同行しており、その撮影によってニュース映画「日本ニュース」第201號「英軍第七師包囲殲滅戦」が作成されたが、日本で上映されたのは1944年4月6日と、作戦失敗後となってしまった 。

### 円筒形陣地の戦い

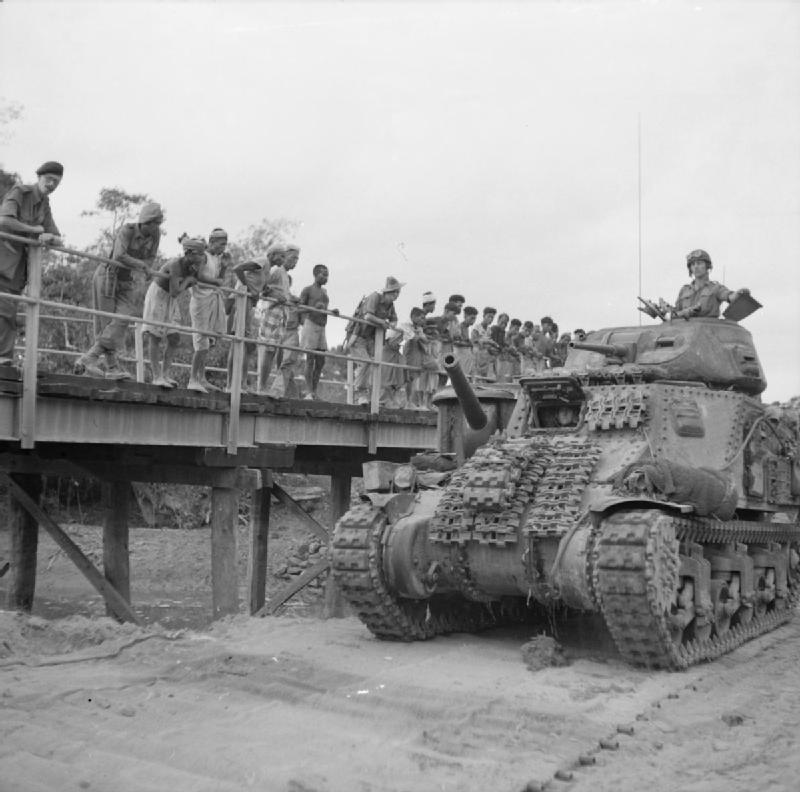
「円筒形陣地」で日本軍を苦しめたM3 グラント中戦車

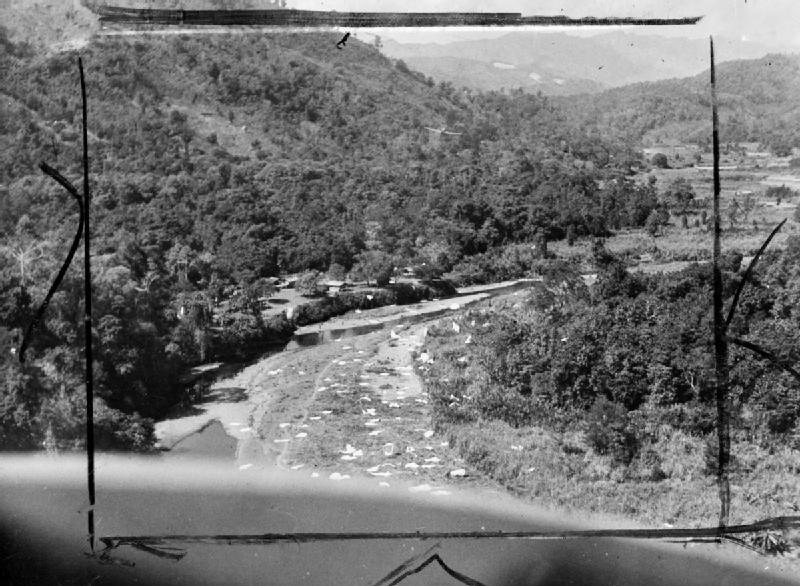
補給物資を投下したイギリス軍輸送機ダグラス DC-3「ダコタ」からの写真、白く見えるのがパラシュートで投下した補給物資

イギリス軍は降り続く雨のため、竜騎兵第25連隊の戦車も作戦に投入できず、シンゼイワ盆地に向かって後退し続けた。追撃する桜井挺身隊に、前進してきた黒岡、加藤大隊も加わって、2月10日までには周囲5～6㎞のシンゼイワ盆地に第7インド歩兵師団主力を包囲した。その様子を丘の上から確認した桜井は祝杯をあげると「我敵第7師団主力をシンゼイワに包囲せり」と報告した。その包囲網のなかには兵力5,000、戦車100、自動車500と大量の物資があり、緬甸方面軍司令部は大量の物資を鹵獲できると沸き立ったが、しかし、イギリス軍は第一次アキャブ作戦で惨敗したときから格段に強化されていたうえ、日本軍の包囲戦術に対する対抗策をあみだしていた。
包囲されたイギリス軍は通称「アドミン・ボックス（管理箱もしくは立体陣地）」と呼ばれた密集陣を構築していた。これは、30ｍ～50ｍおきに戦車を配置、戦車と戦車の間には装甲車ないし機銃座を設置、前面には鉄条網を張って日本軍の侵入を全く許さないといった構えであった。偵察隊が遠く側面に回り込んでみても、どの方面もほぼ同一の陣形であって、いわば野原の真ん中に突然現れた要塞といってよかった。そしてこの敵中の陣地を支えたのが、大量の輸送機による空中からの補給であった。イギリス軍は本作戦開始前に補給品を空中から投下するために大量のパラシュートを準備していた。パラシュートは本来なら絹で作られていたが、インドでは十分な量が確保できなかったので、ベンガル州で栽培されていたインド麻で作られた。これは空挺兵が降下するには危険であったが、精密品でない物資の投下であれば十分な性能で、また素材も格安であった。空からは弾薬や食料に加えて、医療品、新聞、靴下、眼鏡、歯磨きなど必要な生活物資は何でも補給された。問題は活発に活動していた日本軍航空部隊であったが、イギリス軍が大量の戦闘機を投入、両軍の間で激しい制空権争奪戦が行われた。日本軍戦闘機によって輸送機が撃墜されるなど、空中補給も決して容易に行われたわけではなく、作戦当初は空中補給が困難な時期もあり、アメリカ陸軍航空隊の連合軍輸送機隊司令官ウィリアム・オールド准将が自ら輸送機に乗り込んで士気を鼓舞し、危険な夜間飛行を行うなどの対策を講じ、空中補給の障害を取り除いた。（詳細は#航空戦で後述）
イギリス軍新戦術の「アドミン・ボックス」も初めから有効に運用できていたわけではなく、棚橋連隊の攻撃はイギリス軍にとっては全くの奇襲となり、第7インド歩兵連隊司令部が蹂躙され、師団長のメサーヴィも一時行方不明となってしまった。危機感を抱いた第15軍団司令官 フィリップ・クリスティソン中将は、急遽、第4軍団参謀から、第5インド歩兵師団歩兵第9旅団長に着任したばかりのジェフリー・チャールズ・エヴァンス准将に、「アドミン・ボックス」内に入って指揮を執るように命じている。エヴァンスは慌てて歩兵第9旅団を指揮を幕僚任せると、歩兵第9旅団の一部を直卒し、さらに竜騎兵第25連隊の戦車隊に護衛を命じて「アドミン・ボックス」を目指した。エヴァンスは前任の北アフリカ戦線では、クルセーダー作戦にも従軍し、イギリス軍の勝利に貢献するなど歴戦の指揮官であったが、この「アドミン・ボックス」での戦いが「生涯でこれほど重大な命令を下したことがなかった」と回想している。エヴァンスはどうにか「アドミン・ボックス」内に入ると、日本軍に包囲され士気が低下していた兵士に対し「貴官らの任務は、腰を据えて日本軍を寄せ付けないことだ」と発破をかけた。その厳しい態度に一部の兵士より不満も出たが、兵士の士気を盛り上げて防衛力を強化するためにはこれ以外に策はなかった。やがて、行方不明になっていたメサーヴィも多数の司令部要員を失いながら、ようやく「アドミン・ボックス」内に戻ると、戦闘全体をメサーヴィが統括し、「アドミン・ボックス」の指揮をエヴァンスに任せるといった指揮体制を整えた。
指揮体制も固まり、戦車や重火器を含む万全な布陣をひくイギリス軍に対して、作戦当初から、進撃速度重視のために重装備が乏しかった桜井挺身隊は、この鉄壁の陣地に対して歩兵による夜襲をかける以外に手段はなかったが、夜になると、陣地は集約されて更に強固になった上、照明弾を上げ続けて昼間同然の明るさとして日本軍の夜襲を警戒しており、もはや、コンクリートの壁に頭をぶつけるようなむなしい努力となってしまった。敵師団長の軍帽を奪取して着用していた棚橋連隊の兵士も夜襲で戦死し、その軍帽が正当な持ち主のメサーヴィの手元に戻るという奇蹟も生じた。この三次元を最大活用する「アドミン・ボックス」を見て、第28軍の参謀岩畔豪雄少将は「円筒形陣地」と名付けた。この「円筒形陣地」を突き崩すには、日本軍も大量の航空機と火砲を用意して立体的な戦闘を行わなければいけないのは明らかであったが、第55師団にはそのような装備は乏しく、インパール作戦を目前に控えて、航空支援も低潮となっていた
それでも花谷は桜井や棚橋を督戦し続けた。ときには夜襲が成功するときもあり、2月7日には棚橋連隊の一部が「円筒形陣地」の外周を突破して陣地内部に侵入した。棚橋連隊の兵士は陣地内の野戦病院にも突入し、護衛兵を撃破したのち患者や軍医も殺害しているが、これは却ってイギリス軍兵士を奮起させ、士気を向上させることとなってしまった。桜井は戦局を打開するため、「円筒形陣地」西方入口に位置する高地（イギリス軍C中隊高地と呼称）の奪取を棚橋に命じた。この高地を占領すれば「円筒形陣地」の一部を見下ろすことができ、砲撃や航空攻撃の管制も可能となるためであった。棚橋連隊はC中隊高地を守るウエストヨークシャー連隊の1個中隊を撃破し高地を占領するや、第5飛行師団の戦爆連合75機が飛来して、「円筒形陣地」の弾薬庫を2度にわたって炎上させ、その後も夜通し空襲は続き、陣地に大きな損害を与えた。
エヴァンスはC中隊高地奪還の必要性を痛感すると、ウエストヨークシャー連隊にM3 グラント戦車10輌の援護をつけて、攻撃を開始した。M3グラントは味方歩兵を死傷させないよう、砲弾の破片が飛び散る榴散弾ではなく高性能爆薬弾をつるべ打ちし、たちまちC中隊高地は禿山となってしまった。棚橋連隊には、イギリス軍が繰り出すM3 グラント戦車にまともに対抗できる装備がなく、やむなく棚橋連隊の兵士は爆薬を背負って体当たりを試みたが、自爆する前に車載機関銃でなぎ倒された。その後、ウエストヨークシャー連隊の歩兵が銃剣突撃してC中隊高地はイギリス軍の手に墜ちたが、突撃した2個中隊は棚橋連隊との激しい白兵戦で半分の兵員が死傷し、無事だったのは2個中隊で200人と大損害を被った。このように「円筒形陣地」周辺においても激しい戦闘が展開され、そこでも激しい白兵戦が繰り広げられ両軍に多くの死傷者が出たが、イギリス軍の戦車が登場すると、桜井挺身隊に配備された重砲は九六式十五糎榴弾砲たった1門で、あとは四一式山砲しか保有しておらず満足な対戦車戦闘ができなかったので、棚橋連隊の損害は増加するばかりであった。
苦戦が続くと、花谷と桜井の督戦はさらに峻烈となり、幹部のなかには敵陣に斬りこんで戦死した士官や、敗戦の責任を負ったり、激しい叱責を苦にして憤死する士官もいたという。棚橋も花谷から幾度となく督戦を受け続けていたが、2月22日には総勢で400人の兵力となってもはや攻撃に出るのは不可能となっていた。さらに、短期決戦を目論んでいたため補給計画は無きに等しく、包囲している日本軍が補給に苦しむという状況に陥っていた。そのため、棚橋連隊の兵士たちは携行していた食料を既に食べつくしており、わずかに現地徴発した籾をヘルメットの中で搗いて食する他なく、飢えに苦しめられていた。そんな窮状には構わず督戦してくる花谷を棚橋は無線を切って無視し続けたが、ついに24日になって棚橋は桜井に「遺憾ですが、私は決心しました。ほかに方法はありません。今夜撤退を決めました」と告げ、花谷の許可なしに撤退を開始するなど、師団の統率が崩壊しつつあった。
一方でイギリス軍の総指揮官メサーヴィは、実戦経験豊かなイギリス軍初のインド系将官であり、前任地の北アフリカ戦線のバトルアクス作戦では、エルヴィン・ロンメルが指揮するドイツアフリカ軍団の猛攻で混乱するイギリス軍司令部の命令を待たず、独自の決断でドイツ軍の攻撃を巧みに凌いで、指揮下のインド第4歩兵師団の損害を最小限に食い止めたり、ガザラの戦いでは、一時はドイツ軍の捕虜となり捕虜収容所に向かうトラックに乗せられるという絶体絶命の状況に追い込まれたが、砲撃に紛れて脱出に成功するなどの武勇伝を誇っていた。メサーヴィはその巧みな指揮によって「アドミン・ボックス」を最大限活用して日本軍の攻撃を凌ぎ続け、また、包囲する日本軍の目と鼻の先でこれ見よがしに、毎朝愛犬を連れて陣地内を散歩するなど豪胆ぶりを見せつけて、「アドミン・ボックス」内の将兵の士気を盛り上げていった。「アドミン・ボックス」においては、イギリス軍兵力が狭い地域に密集していたため、数少ないとは言え第55師団の砲撃や、散発的な日本軍航空機による銃爆撃でも決して少なくはない損害を被り、陣地内は常に死臭が漂い、多数の負傷者が野戦病院に収容されていたが、残った兵士の敢闘によって何度も日本軍の突撃を撃退し続けた。なおも、敵味方入り乱れての接近戦は続き、第14軍 司令官ウィリアム・スリム中将が作戦指揮のために第15軍団司令部を訪れたが、日本軍の小部隊が幾度となく司令部付近を襲撃してきたため、スリムの危機を案じたクリスティソンは、司令部を前線から遠く離れたボリバザーまで後退させたこともあった。
この包囲強襲戦は20日間に渡って続いたが、第20インド歩兵師団が桜井挺身隊の後方に到着して背後を脅かし、さらに、第81西アフリカ師団と第36歩兵師団も国境を越えて進撃して、なかでも第81西アフリカ師団は、カラダン河谷で歩兵第111連隊（連隊長：木庭知時大佐）と戦闘に突入したことから（詳細は#カラダン河谷の戦いで後述）、逆に第55師団が包囲される懸念が生じたため、止む無く花谷は、2月26日に包囲を解いて攻撃開始点までの撤退を命じた。師団主力の撤退により、敵中深くのヌガンギャンで補給路を寸断していた久保大隊は取り残される形となった。久保大隊はこれまで、食料が尽きたため野草で飢えをしのぎながら、幾度となくイギリス軍の反撃を撃退し続けて、且つ、時には攻勢に転じてイギリス第15軍団司令部を攻撃するなど孤軍奮闘してきた。久保は撤退命令を受けると、負傷者を見捨てることなく収容し駄馬に結び付けて、夜間に敵中突破してマユ山系の嶺にまで撤退した。わずかに生存していたインド国民軍の兵士も久保を信頼して後に続いた。しかし、マユ山系には第5インド歩兵師団が展開しており、久保が山裾を見下ろすと無数のイギリス軍テントが張られていた。久保は士官学校で叩き込まれた「吾が疲労困憊のとき、敵のそれはさらに大なることを思え」という精神徳目を思い出し、大胆にも部隊を引き連れて黙々と敵テント群内をかき分けて、嶺を下って行った。あまりの大胆な敵の行軍にイギリス軍は呆気にとられて、久保大隊に攻撃することもなく見送るばかりであった。この敵中堂々の撤退で、久保大隊は一兵たりとも失うことはなく撤退に成功し、その功績に対して天皇よりの嘉賞の言葉を送られている。

### カラダン河谷の戦い

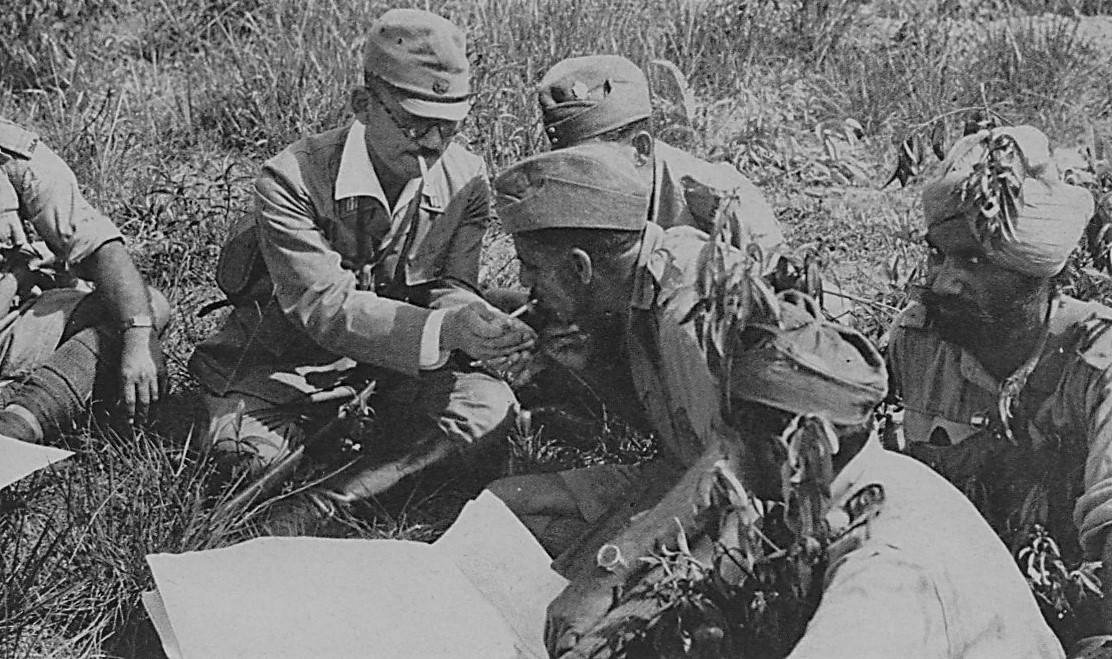
作戦中の休憩時間にインド国民軍兵士のタバコに火をつける歩兵第111連隊将校

歩兵第111連隊（連隊長：木庭知時大佐）は、ハ号作戦に伴い第54師団から第55師団に臨時に配属されて、要衝アキャブの防衛を担当し、攻撃する第55師団主力の背後を守る任務が課せられていた。歩兵第111連隊は第1次アキャブ作戦時には、敗走するイギリス軍を追って一時的ではあるが国境を突破してインドに進入し、同行したインド国民軍兵士が感激のあまり祖国の土を持って帰ったという輝かしい戦績を誇っていた。木庭の指揮下には第111連隊の他に、第143連隊の1個大隊、第55騎兵連隊、十五糎榴弾砲1個小隊（1門）に第55師団の補充兵1,200人があり、若干数のインド国民軍兵士も同行していた。第28軍は、攻撃作戦中の第55師団長花谷の負担も考慮して、この木庭の部隊を軍直轄とした。
戦況は激しく動いて、木庭に静的な防衛任務に落ち着くことを許さず、第81西アフリカ師団が第5、第7インド歩兵師団の侵攻路の東側を進撃して国境を突破、カラダン川に沿って南下し、この方面を守る第55騎兵連隊を圧迫しながらキャクトウ北西部まで達して、その北東の平地に飛行場を急造してしまった。この第81西アフリカ師団は、オード・ウィンゲート准将率いるチンディットと同様に、輸送機による空輸を補給手段としてナイジェリアで編成された師団であり、インドのチッタゴン南方80㎞にあるチリンガから、国境を越えてカラダン川上流のダレトメまでの120㎞に、非常な労苦をかけて「アフリカの道」と名付けた車道を整備しビルマ内に侵入してきたものであった。2月上旬にはその急造飛行場での航空機の発着が始まり、更に第81西アフリカ師団は、カラダン川とレムロ川の中間に広がる平野の南下を開始、日本軍の拠点で飛行場もあるミョーハウンを脅かすようになり、このまま侵攻を許せば、第55師団の背後からアキャブに到達される懸念が高まった。

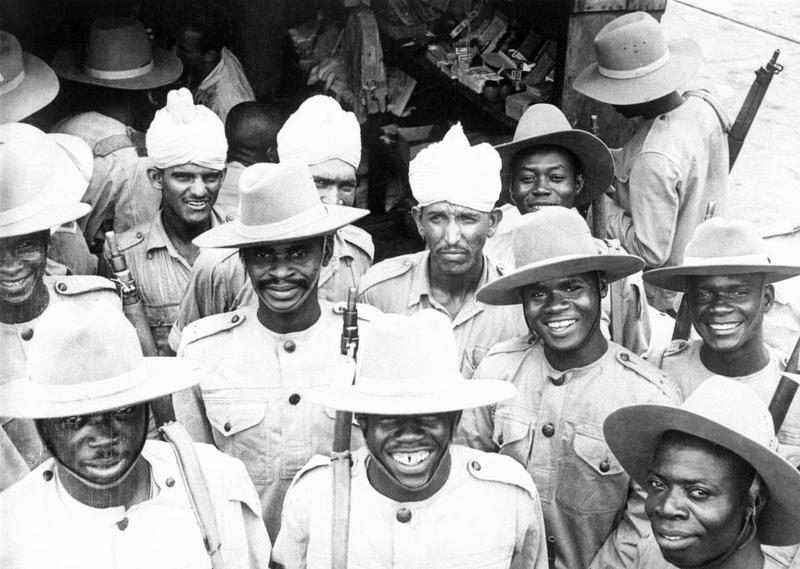
第81西アフリカ歩兵師団のインド兵と黒人兵

しかし、このときの第55師団主力は「円筒形陣地」を巡って激戦中で対応は困難であり、軍司令官の桜井は木庭に第81西アフリカ師団の撃退を命じた。木庭は一緒に連れて行って欲しいと切望する第111連隊第1大隊と第2大隊の両大隊長を「海岸正面の防衛は、一時も忽せにできない。またの機会ということもある、今回は黙って残れ」と説得して、アキャブ防衛のために残すと、他の指揮下部隊を率いてミョーハウンに進出した。指揮下に入った第55師団の補充兵1,200人は、装備を全く持たない徒手空拳であったため、木庭は急遽、後方からミョーハウン飛行場まで小銃などの装備を空輸させて補充兵を武装させると、補充兵隊を臨時歩兵大隊として編成した。その後木庭は指揮下部隊を率いて、ミョーハウンから道路沿い北上してテンヨウに達した。そこ頃には第81西アフリカ師団の前衛が、ミョーハウンに続く道路上の拠点ザエタビン付近に達してテンヨウをもうかがっていたが、木庭は臨時歩兵大隊を敵正面に配置して足止めをはかると、主力の第111連隊第3大隊（大隊長：小林武志少佐）と第143連隊第2大隊（大隊長：松尾少佐）が、東方の山岳部を山地機動して敵の側背面から攻撃するという計画を立て、2月28日に作戦を開始した。
この戦術は、桜井挺身隊が「円筒形陣地」の前に敗北したものと同じ日本軍の常套戦術であったが、今回は成功して3月1日に松尾大隊がザエタビンを占領、小林大隊は退却するイギリス軍1,000人前後の兵力を追撃し、イギリス軍が急造した飛行場を占領した。第81西アフリカ師団はラマドウの高地に立て籠って小林大隊を迎え撃とうとしたが、ここでたった1門配備されていた木庭支隊の十五糎榴弾砲が猛威を振るった。作戦指導のために木庭支隊に派遣されていた第28軍作戦主任参謀の福富繁少佐は元は砲兵の出身であり、実戦経験のない砲兵小隊長に代わって自ら砲撃の指揮を執ると、距離が10,800ｍもあったのにもかかわらず初弾から敵陣地に弾着させ、2弾目からは次々に目標に命中させるという神業を披露、その間に小林大隊がラマドウ高地に突入して占領してしまった。作戦前に木庭は、まともに道路もない山地の機動作戦を心配していたが、大隊長の小林は訓練に熱心で、常日頃から大隊の兵士にシンガポールの戦いでの戦訓を活かしたジャングル機動の訓練を行わせており、小林は作戦に懸念を抱いていなかった。その小林の自信通りに、小林大隊は戦力の勝る第81西アフリカ師団を圧倒していた。
木庭は支隊本体の前進を命じ、連隊本部要員の将校たちも敵との距離200ｍの至近距離で銃撃戦を演じることとなったが、小林大隊に後方を脅かされることとなった第81西アフリカ師団は脆くも後退を続けて、一旦は占領したキャクトウも木庭支隊に奪還された。その後も多数の遺棄死体を残しながら国境に向かって退却を続けて、第81西アフリカ師団の南進の企図は完全に破砕され、第55師団の背後の安全も確保された。しかし、松尾大隊と第55騎兵連隊の動きが緩慢で、退却する第81西アフリカ師団を捕捉できず包囲殲滅はできなかったうえ、本作戦で最も敢闘した小林が、追撃戦中の3月11日に敵迫撃砲弾によって戦死するという悲報も木庭の元に届いた。
師団主力が苦戦する中で、木庭支隊の勝利は師団長の花谷を喜ばせた。花谷は司令部付将校を木庭の元に派遣し、賞賛の言葉を伝えると共に、詳細な戦果の報告を求めた。木庭はそのような花谷の態度に立腹し、「その戦闘経過を報告するだけで結構じゃないか。敵が捨てていった小銃の数を数えたり、死体を調べるのは、勝ってからのことだ」と言い放ったが、仕方なく最低限の数字を報告した。木庭は鹵獲した武器は臨機応変に戦闘に使用するよう将兵に徹底しており、実際の数字は不明で正確な報告のしようがなかった。しばらくしたら、師団司令部から木庭支隊が挙げた戦果として遺棄死体400～500、負傷者千数百人という報告書の写しが送られてきたが、これは木庭が報告した戦果の数倍となっており、師団司令部が戦果過大評価で作戦を誤るのではないかとの危惧を抱くこととなった。
木庭支隊は一連の戦闘によって、戦死・行方不明104人、負傷者103人の損害を被ったが、それ以上の戦果を挙げてイギリス軍を撃退し、アキャブへの当面の脅威は去ったが、よりアキャブの防衛の重要性が再認識され、木庭はその防衛体制の強化を図っていくこととなった。

### 作戦第2段階

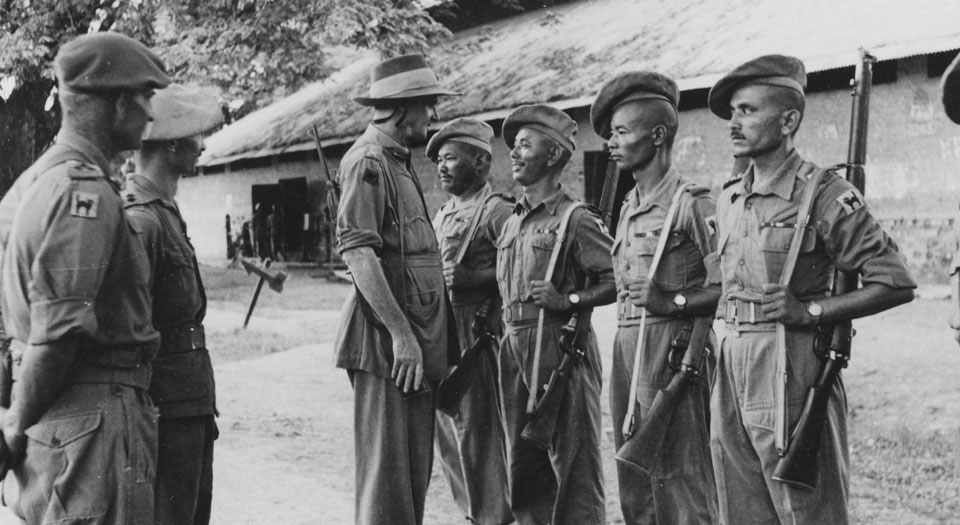
インド兵を閲兵するフランク・メサーヴィ少将

2月29日までには攻撃開始線であるプチドン、マウンドーを結ぶ防衛線まで撤退した棚橋連隊は、友軍陣地にたどり着き、久々に米の支給を受けて腹いっぱい食べたあと、これまで山中で声を潜めて生活してきたことを振り返り「久しぶりで、大声で話せるのぉ」などと談笑を楽しみながら、ゆっくりと睡眠をとった。しかし、将兵たちがゆっくりとできたのは半日ぐらいで、師団司令部から、追撃してくるイギリス軍を迎え撃つため、再出撃が命じられた。このあと、追撃してきた第5インド歩兵師団と第7インド歩兵師団との間で激しい防衛戦を繰り広げることとなった。この一連の防衛戦が第2アキャブ作戦の第2段階とも言われる。
花谷は既定路線通り、残存する師団主力を以て反転攻勢に出ようと画策していたが、第28軍司令官桜井省三中将は、戦力消耗した第55師団では攻勢は困難であるとして、既定路線を遵守する必要はないと命じた。花谷は桜井の指示に従い全面的な反撃は断念したが、残存部隊による特別攻撃隊を編成して、前進してくるイギリス軍に夜襲をかけ続けた。特別攻撃隊の一部は、イギリス軍の軍装を着用して偽装しており、イギリス軍砲兵陣地への侵入に成功し、野砲を破壊して混乱に陥れるという戦果を挙げている。花谷に無断で前線を撤退した棚橋連隊もこの夜襲に参加し、同3月5日にイギリス軍に奪還されていたトングバザーに対して奇襲攻撃をかけている。攻撃に参加した長井中隊は150人のイギリス兵を殺傷すると、そのまま野営地に突入して敵装甲車を撃破し、多数の鹵獲品を獲得して帰還している。
このように花谷の命令による夜襲は一定の効果を上げてイギリス軍に損害は与えたものの、両師団はじりじりと前進を続けて、第55師団がマユ山系内に構築していた陣地を次々と攻略していった。戦況が厳しくなるにつれて花谷の作戦指揮は峻烈さを増して、一切の防御戦闘を許さず、反撃、逆襲、挺身奇襲の攻撃的姿勢を堅持するよう督戦し続けた。その厳しさは緬甸方面軍司令部の耳にも聞こえたが、参謀の不破博中佐は、師団兵士の苦衷は察するものの、両軍入り乱れての乱戦となっているなかで、花谷には鬼となっても当面の戦線を支えてほしいと考えており、その峻烈・冷徹な作戦指揮を黙認していたと振り返っている。しかし、その作戦指揮に対して、第144連隊通信中隊の戦史では「花谷師団長の統率がいかに非常の際とはいえ強制的統率に終始し、おおよそ血の通った指揮とは遠いものであったことに目を覆うことはできない」と批判されている。
イギリス軍は攻勢を強化し、「砲兵は耕し、戦車は蹂躙し、歩兵は確保する」という近代戦の正攻法で前進を続け、3月10日にはマユ山系の中核陣地であり、桜井挺身隊が戦闘指揮所を置いていた大トンネル陣地付近一帯の高地を占領、同日には第55師団が防衛拠点としていたプチドンもイギリス軍の手に墜ちた。
第55師団の第一線の将兵は、峻烈な花谷の命令に従って、日中に奪取された陣地を夜襲で奪還し、夜が明けると、反撃してきたイギリス軍の野砲や戦車砲の猛砲撃を堪えて次々と斃れていったが、たとえ1拠点数名しか生存者がいなくなっても、悉く花谷に命じられた陣地線を死守しようとした。また、棚橋連隊主力は大トンネル陣地やプチドンから撤退しても、シンゼイワ付近のナケドーク村落まで特別攻撃隊を侵入させて夜襲をかけるなど、積極的な攻撃で懸命な足止めを図った。3月22日の夜襲には第一次アキャブ作戦にも参戦した歴戦の棚橋連隊第1大隊第1中隊の稲澤達小隊長も出撃したが、敵の迫撃砲弾で重症を負ってしまった。それでも稲澤は分隊長に指揮を託し、軍刀を杖替わりに大隊本部まで自力で歩いていき、右手が負傷で上がらなかったため、左手で敬礼してこれまでの経緯を報告した後に出血多量で意識不明となって倒れてしまった。稲澤は生死にかかわるほどの重症であったが、バンコクの野戦病院まで送られてどうにか一命をとりとめた。
プチドンからマウンドーに向かって走るプチドン・マウンド道に隣する341高地を守る第144連隊第2大隊にも、連隊を飛び越えて花谷から直接の死守命令が出ていた。第2大隊第4中隊（中隊長：柳場豊大尉）はその死守命令に疑問を感じながらも、イギリス軍の激しい砲撃に耐えていた。中隊は作戦当初は180人の兵力があったが、3月にはそれが50人にまで激減しており、このままでは敵の砲撃で全滅するだけだと考えた柳場は、大隊長の藤川に撤退を進言したが、死守は師団命令であり、藤川が花谷に撤退の許可を求めたところ却下されている。柳場はこれで覚悟を決めて、イギリス軍に奪取された大トンネル付近のイギリス軍陣地に7回にも渡って夜襲をかけた。普通に夜襲していたのでは他の部隊と同様に消耗するだけなので、柳場は一計案じ、闇夜に紛れて手榴弾の投擲距離より短い距離までイギリス軍陣地に接近し、そこで中隊全員で大声で軍歌を歌った。慌てたイギリス兵が手榴弾を投擲するが、至近距離にいる柳場たちのはるか後方で炸裂するか、もし近くに落ちても距離が近いことから炸裂まで十分な時間があり投げ返すこともできた。慌てるイギリス兵を尻目にして2番まで歌い終わると、そこで初めて手榴弾や爆雷をイギリス軍陣地に投げ込んでから至近距離から突撃した。至近距離から投擲するため手榴弾は正確にイギリス軍陣地内で炸裂し、また予想もしない至近距離から日本兵が突撃してくるため、イギリス兵は武器や物資を置いて一目散に逃げて行ったという。この夜襲戦術で、柳場中隊はわずか50人の戦力ながら、殆ど損害も出さずイギリス軍1個中隊が守る陣地を何か所も攻略している。
この頃になるとインパール方面の戦況が厳しくなり、第5インド歩兵師団と第7インド歩兵師団はインパール方面に転用され、代わりに第26インド歩兵師団と第36歩兵師団が前線に進出してきた。花谷はこの機を狙って当面の敵を全面撤退させようと攻撃を強化したが、前線部隊が交代しても戦力差は圧倒的であり、損害が積み重なるだけでイギリス軍が撤退することはなかった。この状況を見かねた軍司令官の桜井は12㎞後方に防衛線を下げることを提案、決断を花谷に一任したが、花谷はプチドン、マウンドーを結ぶ防衛線に固執し、防衛線を突破してきたイギリス軍部隊に夜襲を繰り返し命じた。両軍入り乱れての激戦となり、マユ山中で歩兵第143連隊長土井が戦死、敢闘してきた棚橋連隊の第1大隊長松木平少佐も戦死した。連隊長の棚橋もマラリアに罹患して倒れたため、連隊長を更迭されて後方に送られ、常に最前線で戦ってきた棚橋連隊の戦死者は2,452人にものぼったが、これは通常の連隊定数の80％が戦死したということであり玉砕に等しかった。ここで第55師団は最大の危機を迎えることとなったが、3月下旬に入ると、眼に見えて第一線へのイギリス軍の圧力が鈍っていった。その後4月に入って、インパール方面での戦闘が激化すると、さらにイギリス軍が戦力を集中させ、前面の敵も順次戦線を整理しシンゼイワ以北まで撤退したため、第55師団は危機を脱することができた。
3月12日には、苦戦中の第55師団主力の背後となるアレサンヨウ付近の海岸に、イギリス軍約800人が上陸を開始した。ベンガル湾沿岸の海岸地帯は、棚橋連隊よりマユ半島の防衛任務を引き継いだ第144連隊（除第2大隊）を主力とする部隊（連隊長：吉田章雄大佐）が防衛していたが、吉田はイギリス軍の上陸を知ると、連隊主力を率いてすぐさま反撃し、上陸したイギリス軍部隊に南下を許さず北方方面に撃退した。イギリス軍は更にアキャブに近いインデン付近の海岸にも再三、海軍艦船による艦砲射撃を加えて上陸を目論んだが、いずれも水際で撃退されて上陸は果たせなかった。吉田隊はマユ半島におけるイギリス軍上陸部隊の南下を許さずに、アレサンヨウ付近の安全を確保すると、花谷の命によりマウンドー方面に転戦したが、そこで雨季を迎えることとなり、上記の通りインパール方面での戦闘激化もあって、イギリス軍は戦線整理のために順次撤退していていった。
その後、歩兵5個大隊、山砲5門、九六式十五糎榴弾砲3門の第55師団残存戦力を桜井が率いて、撤退したイギリス軍の後を追って失地を奪還していき、5月5日にはイギリス軍に奪われていたプチドンへと進撃、南北から挟撃して残っていたイギリス軍を撃破しプチドンを奪還した。大トンネル付近でイギリス軍の進撃を食い止めていた第144連隊第2大隊第3中隊は、5月19日に師団司令部から大トンネル陣地東方にある551高地の奪還を命じられた。中隊長の柳場はいつものようにイギリス軍陣地の至近距離に近づき軍歌を歌おうとしたが、そこに迫撃砲弾が着弾し柳場は重傷を負ってしまった。そこで夜襲に気が付いたイギリス軍と激戦となり、柳場を引き継いだ小隊長の長崎が先頭に立って突撃して551高地をどうにか攻略したが、正面からの戦いとなったため戦闘後に無事だった柳場中隊の兵士はわずか5人となっていた。こうして3月から2ヶ月間にも渡って師団の死守命令を貫徹した第144連隊第2大隊は、連隊長の吉田から表彰されて、4か月に渡った悪戦苦闘のハ号作戦の最後をささやかな勝利で飾った。この後、第55師団は歩兵3個大隊、騎兵連隊、山砲1個大隊のみを桜井に託して、アラカン戦線に軍直轄として残置し、花谷率いる師団主力はイラワジのデルタ地帯に転進することとなった。

### 航空戦

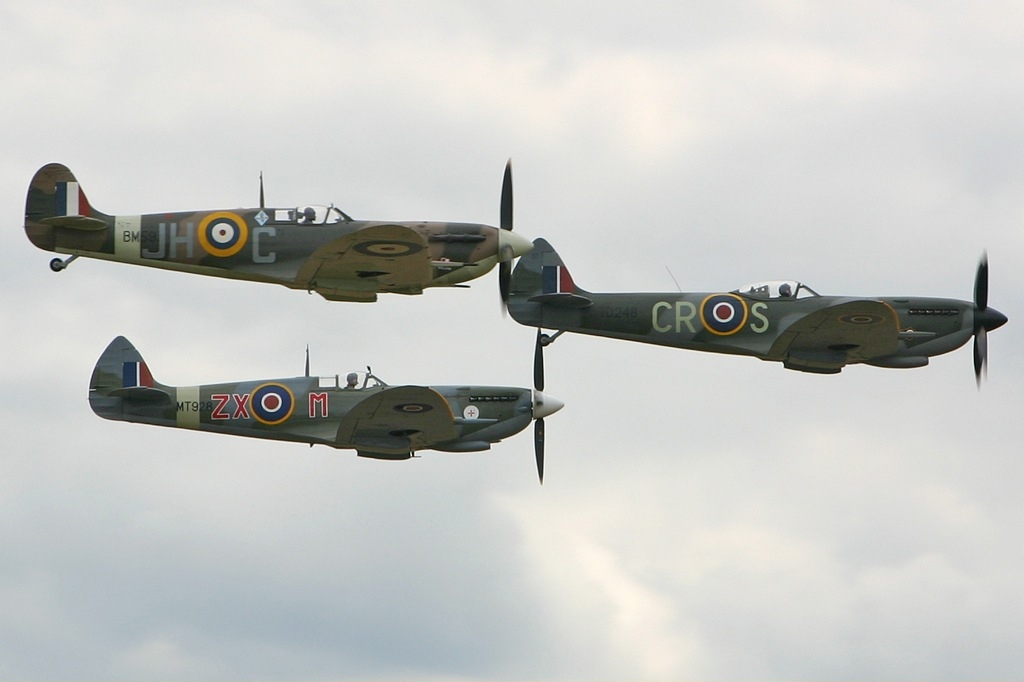
第2次アキャブ作戦で制空権獲得に活躍したスーパーマリン スピットファイアの各型

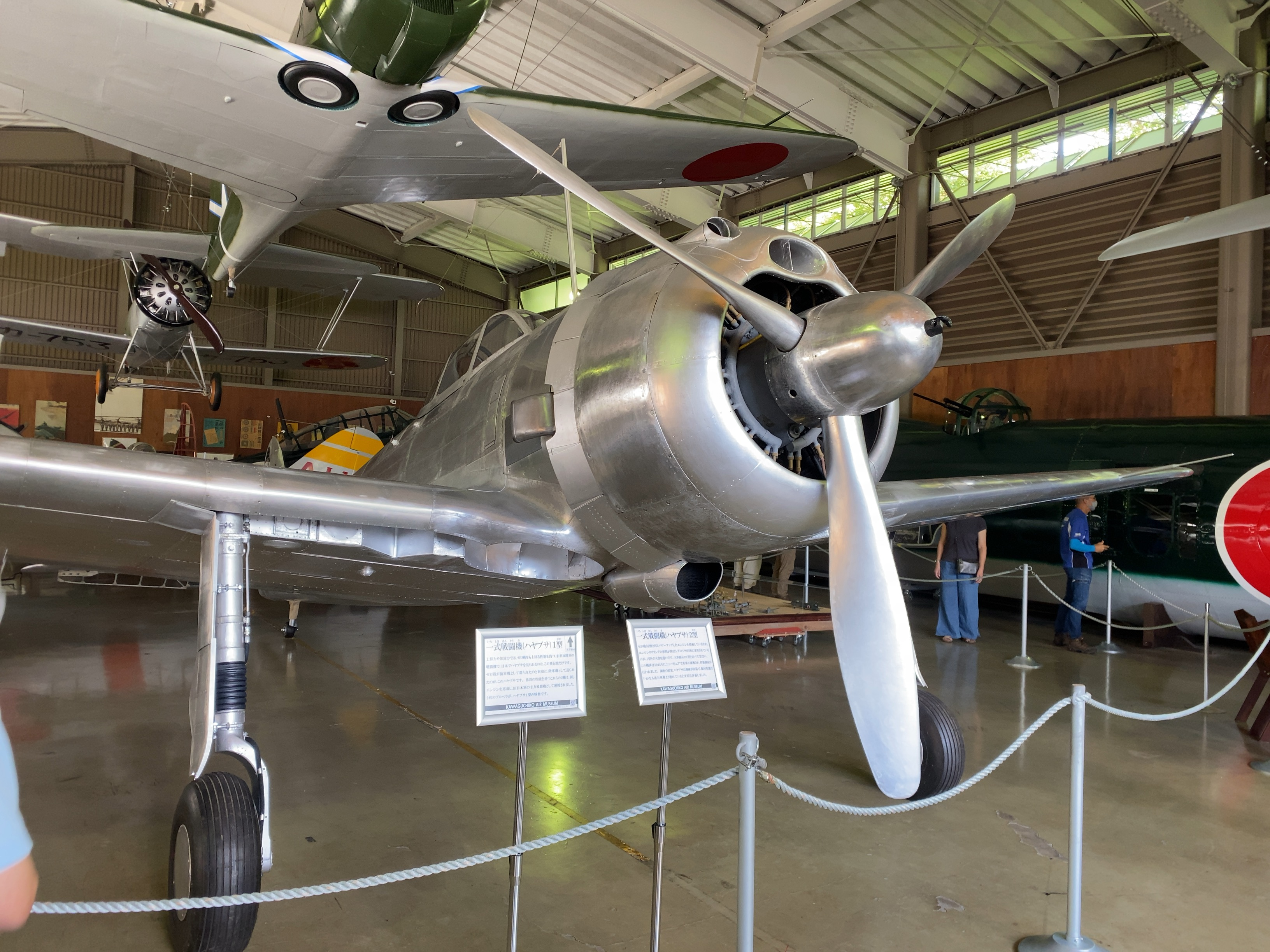
第2次アキャブ作戦で活躍した一式戦闘機「隼」2型

本作戦の開始直前の1944年に1月における連合軍の航空戦力は、イギリス軍、アメリカ軍合計で、戦闘機576機、中型爆撃機70機、重爆撃機79機、偵察機10機、輸送機84機の合計819機、それに対して日本軍は第5飛行師団を中心に、一式戦闘機「隼」102機、九九式双発軽爆撃機33機、重爆撃機31機、一〇〇式司令部偵察機32機の合計198機で、さらに可動機は70％程度であり、両軍の航空戦力の差は圧倒的となっていた。それでも第5飛行師団は、持てる戦力を集中して航空支援を行った。作戦開始直後の2月4日には70機の一式戦闘機「隼」を、桜井挺身隊上空の高度300ｍ、700ｍ、1,500ｍの三層に渡って編隊飛行させて上空支援を行っており、その威容を見た桜井挺身隊将兵は頼もしさを感じたが、これ以降、桜井挺身隊の将兵はまとまった日本軍機を見ることはなくなってしまった。この日は、ホーカー ハリケーンと断続的な空戦となり、合計15機の撃墜を報告している（イギリス軍側の記録では1機撃墜、1機大破胴体着陸）。
既述の通り、イギリス軍の戦術は、包囲された第7インド師団が「アドミン・ボックス」に立て籠って日本軍の突撃を迎え撃つというものであったが、その「アドミン・ボックス」への補給は輸送機による空中補給であった。2月8日に10数機のDC-3「ダコタ」輸送機がシンゼイワに初めての空中補給を行ったが、そこを15機の一式戦闘機「隼」が襲撃し、護衛のホーカー ハリケーンと激しい空中戦となった。その結果、日本軍は一式戦闘機「隼」4機を失ったが、ホーカー ハリケーン2機とDC-3「ダコタ」1機を撃墜した。イギリス軍にとって輸送機の撃墜は衝撃的で、空中補給に依存する新戦術が覆される懸念もあったため、空中補給路を安全とするために主力戦闘機スーパーマリン スピットファイアの増強と、連合軍輸送機隊司令官ウィリアム・オールド准将自らが輸送機に乗り込んで陣頭指揮し立て直しを図った。オールドの搭乗機は対空砲火を8回も被弾しながら墜落することはなく、司令自らの勇敢な行為に部下パイロットたちの戦意も上がった。
2月9日には、ホーカー ハリケーン編隊を低空で飛行させて、それを攻撃してきた日本軍機を上空からスーパーマリン スピットファイアが攻撃するといった囮戦法を行ったが、一式戦闘機「隼」隊はその作戦にはひっかからず、数が勝るスーパーマリン スピットファイアと互角に戦い、2機の一式戦闘機「隼」を失いながらも、1機のスーパーマリン スピットファイアを撃墜し、2機を撃破した。一式戦闘機「隼」にとってスーパーマリン スピットファイアは非常な難敵であり、12機撃墜のエースパイロット池沢十四三軍曹も「ブーッと頭を下げて、スピードつけたら、パーッと上昇していって、もう遥か上。とにかく性能がまるっきり違う」と驚いていたが、それでも空戦においては互角以上に戦い、2月15日の制空戦闘では一式戦闘機「隼」1機の損失で、スーパーマリン スピットファイア2機、ホーカー ハリケーン1機を撃墜し、他3機を撃破している。
しかし、第5飛行師団がいくら制空戦闘を行っても、日本軍が制空権を確保できる時間は限られており、オールドは夜間飛行も交えて日本軍の迎撃をかわし補給を続けていった。そのため、初回に輸送機隊の攻撃に成功した以降は、日本軍機はほぼイギリス軍輸送機隊と接触することはなかった。また、日本軍はインパール作戦を控えており、特に重爆撃機による支援爆撃を殆どできなかった。重装甲の戦車に固く守られている「アドミン・ボックス」には、重爆撃機による250㎏以上の大型爆弾による爆撃が有効であると、搭乗員たちは考えていたが、ただでさえ数が少ない第5飛行師団の重爆撃機隊はインパール作戦直前の航空殲滅戦のため敵飛行場攻撃や、敵戦闘機誘致のための油田攻撃にかり出されており、第2次アキャブ作戦中で重爆撃機によって行われた航空支援は、2月6日と10日のたった2回のボリバザー爆撃で、肝心のシンゼイワには1回も重爆撃機による爆撃はなかった。「アドミン・ボックス」には、爆装した一式戦闘機「隼」や九九式双発軽爆撃機が急降下爆撃を行って、弾薬庫を誘爆させるなどの戦果も挙げたが、この程度の空襲では戦況を改善させるには至らなかった。
第2次アキャブ作戦の航空戦おいては、イギリス軍の戦果公表は常に過大であり、最終的にはわずか3機のスピットファイアの損失で、日本軍の零式艦上戦闘機と二式戦闘機「鍾馗」を合計65機を撃墜し、制空戦は一方的な勝利であったと総括しているが、零戦については、翌端を30cm切り詰めた一式戦闘機「隼」2型を、同様に翌端を切り詰めた零戦32型と誤認したもので、二式戦闘機「鍾馗」もこの作戦には投入されておらず、実際の空中戦による日本軍機の損失は一式戦闘機「隼」13機、一〇〇式司令部偵察機2機であった。また対空砲火によって一式戦闘機「隼」3機も失っている。一方でイギリス軍は空中戦でスピットファイア8機、ホーカー ハリケーン13機、ダグラス DC-3「ダコタ」1機の合計22機を失い、また対空砲火によってホーカー ハリケーン3機、ブリストル ボーファイター1機を失っており、このうちホーカー ハリケーン1機については、桜井挺身隊の山砲第55連隊の四一式山砲が、戦闘機1機対山砲1門の撃ちあいをやって撃墜したものであった。本来であれば日本軍の軍紀上で兵器の目的外使用は違反であったが、処罰されるどころか全軍に通達されるなど桜井挺身隊の士気向上に貢献している。
航空機の損失数で比較するとイギリス軍の方が多く、第2次アキャブ作戦における空の戦いは日本軍の辛勝であったとも言えるが、結局、制空権はほぼイギリス軍が握っており、新戦術「アドミン・ボックス」も当初の危機を乗り越えた輸送機隊によって潤沢な空中補給を受け、見事に包囲を跳ね除けて逆に攻撃側の第55師団に大損害を与えることに成功し、さらに航空機による地上支援で反転攻勢を有利に進めることもできて、総合的にはイギリス軍の圧倒的な勝利であったと言っても過言ではないだろう。

## 結果

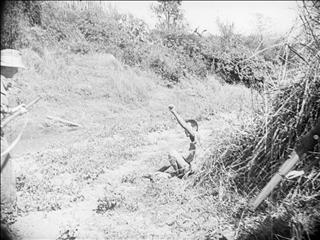
円筒形陣地を巡る戦闘でイギリス軍に投降する日本兵

ハ号作戦は敵師団の包囲殲滅という目的は果たせず、逆に大損害を被ることとなったが、積極的な攻勢でイギリス軍に自軍を上回る損害を与えたうえ、作戦目的のひとつでもあったウ号作戦（インパール作戦）の牽制の目的は達して、第15軍の各師団はイギリス軍の妨害を受けることなく無事にチンドウィン川を渡河した。これを作戦のわずかな成功であったとも評される。また、桜井兵団による遅滞戦闘により2個師団を足止めしていたことや、木庭支隊や吉田連隊の防衛成功により、イギリス軍の別方向からの進撃もいずれも撃退されて、結果的にイギリス軍のアキャブへの侵攻は阻止されることになり、雨季も始まったこともあって、この方面のイギリス軍は後退を余儀なくされ、アキャブの攻略やこの付近の日本軍の撃破といった作戦目的を達することはできなかった。そのため、緬甸方面軍はこの戦いを敗北とは捉えておらず、第55師団は作戦目的をいずれも果たしたとして、昭和天皇に戦果が上奏された。緬甸方面軍参謀前田博元少佐は作戦結果を以下の様に評している。
しかし「円筒形陣地」を巡る戦いにおいては、桜井兵団が巧みな機動作戦で難路を踏破して、前進する敵部隊の後方連絡路を遮断し速やかに包囲したはずなのに、敵部隊を殲滅するどころか最終的には包囲を解いて撤退させられるなど、これまでの戦術常識を覆す予想もしない結末に終わった。特に進撃する敵の側背面に回り込んで包囲するという戦術は、日本軍が建軍以来磨き続けてきた常套戦術であり、この作戦でそれを指揮した第55歩兵団長桜井は日本軍内でもその第一人者と見なされていた。しかし、その桜井が敗北したことにより、日本軍が得意とした戦術は、近代戦の航空機を活用した立体戦闘の前には陳腐化していたのは明らかであった。緬甸方面軍は、この戦いによって、イギリス軍が一夜のうちに鉄壁の堅陣を作り、また空中補給により瞬時に大量の物資を補給するといった近代戦の脅威について詳細な報告を受けていたのにもかかわらず、なぜかこの教訓を活かすことはなく、インパール作戦ではより規模を拡大したイギリス軍のこの戦術の前に破滅的な敗北を喫することになった。
一方で、どうしても日本軍に勝てなかったイギリス軍が、新たな戦術によって、戦術的にはようやく決定的な勝利を掴んだ戦いとなり、東南アジア連合軍最高指揮官ルイス・マウントバッテン中将や第14軍 司令官ウィリアム・スリム中将は、この勝利を対日戦争の転換点と見て驚喜した。イギリス軍司令官たちの驚喜ぶりを見て、第4軍団の参謀アーサー・バーカー大佐は戦後になって自分の著書で、「イギリス軍5個師団と豊富な航空勢力が一丸となって、日本軍のたった1個師団の侵入を阻止したに過ぎなかった上に死傷者はイギリス軍の方が多かった」と冷めた指摘をしているが、この勝利の意義はイギリス軍にとって実際の戦績以上に大きいものとなった。その意義を理解していたスリムは以下の様に総括している。
「円筒形陣地」を巡る戦いで最も敢闘した棚橋はマラリアに罹患したため、日本内地の近衛第3師団司令部付に異動となって帰国し、その後留守近衛第2師団司令部付を経て、終戦時には西部軍管区教育隊長の職にあった。棚橋は終戦時に自決を決意し、教育隊付副官の三宅万亀男大尉に口頭で以下の遺言を託した。
1. 生きて虜囚の辱めを受けたくない
2. 努力が足りずに敗戦にいたらしめたことに対する責任感
3. 多くの部下を戦死傷させた責任
4. 戦争のためとはいえ、敵軍人や現地民衆に苦痛を与えたこと。および、保護していたロナルド・キャベンディッシュ准将が戦死した責任

しかし、三宅の慰留もあって自決は断念し、戦後は赴任先の熊本県菊池郡西合志村黒石原に家族を呼び寄せて定住し農業を営んでいたが、1946年（昭和21年）2月6日にGHQから、キャベンディッシュが1943年4月6日に殺害されたことについて尋問をするために召喚された。しかし棚橋はその召喚に応じることはなく2月13日に自決した。自決の理由については不明であるが、キャベンディッシュは第一次アキャブ作戦で捕虜になった後、友軍の砲撃で戦死したものの、スリムが「監視兵もしくは我が砲兵に殺された」と自伝に書いていた通り、イギリス軍の一部は日本軍が殺害したと疑っていたことや、また、歩兵第112連隊は同作戦で得た多数の捕虜の始末に困って山奥で虐殺したとの証言もあり、連隊の兵士の多くが捕虜虐待や虐殺を追及されるのを恐れて不安の日を過ごしていた。棚橋も終戦直後に述べた遺言の通り、キャベンディッシュの死について責任を感じており、GHQの尋問を受ける前に連隊の責めを一身に背負って自決したという推察もある。しかし、GHQからの召喚については、のちに、キャベンディッシュ殺害に関する尋問ではなく、ビルマ戦史編纂のために棚橋の証言が欲しかっただけであったと判明している。

### 従軍記
- 印度パキスタン政府戦争史課 編『印度軍部隊アラカン作戦（全2巻）』陸上自衛隊〈印度軍部隊アラカン作戦〉、1958年。ASIN 非売品。
- 土屋栄一『軍参謀長岩畔豪雄』岩畔参謀長追悼録編纂委員会、1972年。ASIN 非売品。
- 土屋栄一・福富繁 編『第二十八軍戦史』シッタン会、1977年。ASIN 非売品。

### 小説
- 高木俊朗『戦死―インパール牽制作戦』、朝日新聞社　1967年。
- 山岡荘八『小説 太平洋戦争 4』 第4巻、講談社〈講談社文庫〉、1987年。ASIN B00AXU4YM2。